# Baiame
Baiame est une divinité majeure de la mythologie des Aborigènes d'Australie, considéré comme le dieu de la vie, de la mort, de la pluie, des chamans et du ciel, il est également le saint du peuple Kamilaroi.
Baiame est l'époux de Birrahgnooloo, avec qui il a eu un fils, Daramulum.
Selon la tradition, Baiame créa le monde après l'avoir rêvé, aidé par Nungeena, Mère Nature, Pundjil (l'Architecte de l'Univers), et Yhi, la déesse du Soleil.
Après un déluge, il serait descendu sur Terre, appelée Tya, pour raconter l'histoire de l'origine du monde aux êtres vivants qui avaient survécu. Il leur enseigna que toutes les espèces sont interdépendantes et que cette dépendance est essentielle à la survie de chacune des espèces.